# Eduard Rüppell

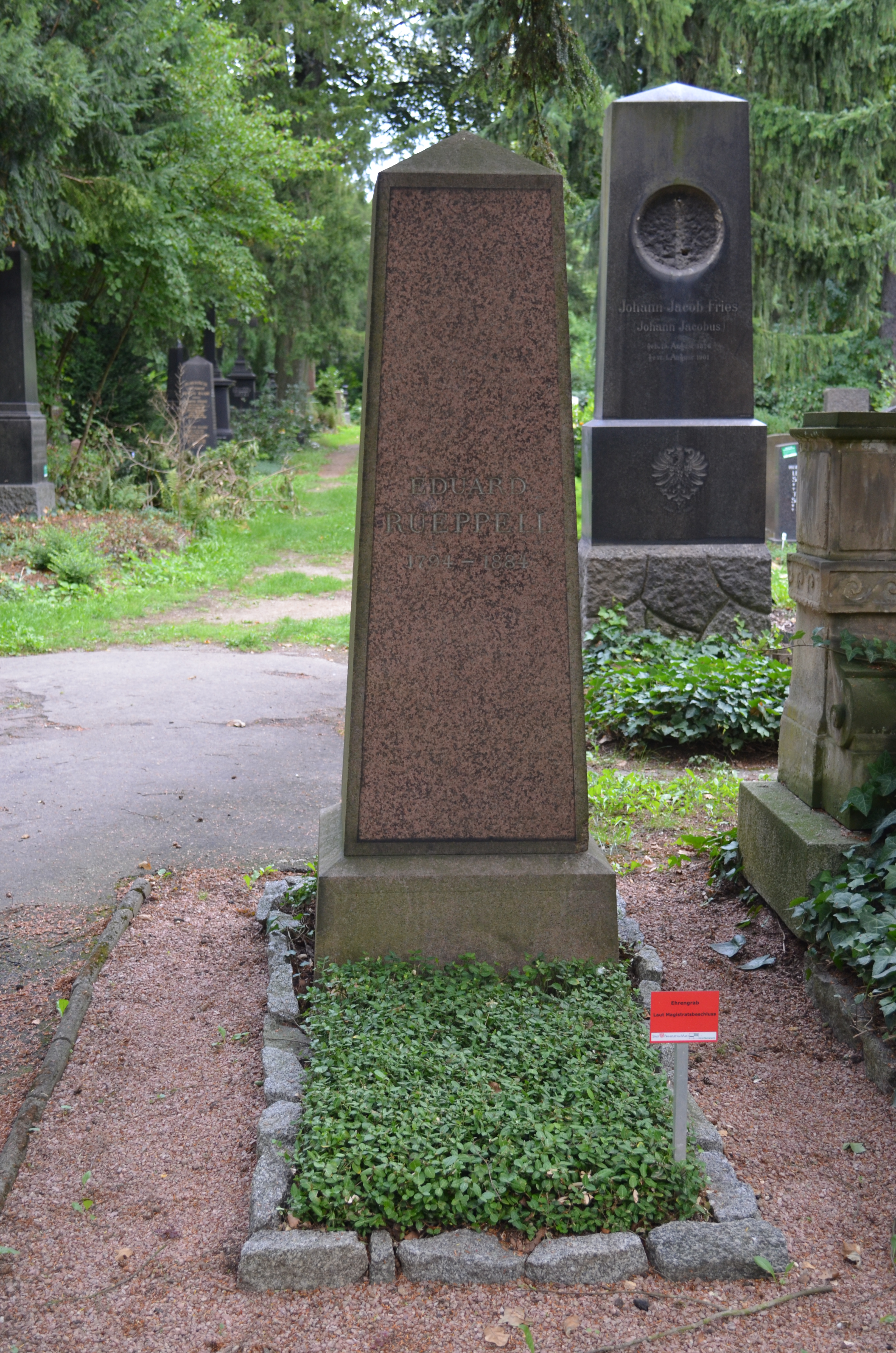
Pomník Eduarda Rüppella na Hlavním hřbitově ve Frankfurtu nad Mohanem

Wilhelm Peter Eduard Simon Rüppell (20. listopadu 1794 Frankfurt nad Mohanem – 10. prosince 1884 tamtéž) byl německý přírodovědec a výzkumník Afriky.

## Život
Jako syn bankéře se vyučil v oboru bankovnictví. Díky své finanční nezávislosti podnikl roku 1817 cestu do Egypta, po níž se rozhodl ke studiu botaniky a zoologie na univerzitách v Pavii a Janově. V letech 1822-1827 výzkumnou výpravu k Akabskému zálivu, Rudému moři a Núbii. Po setřídění a zpracování sbírek odjel na další cestu, tentokrát do Habeše, z které přivezl mimo jiné řadu rukopisů.
Roku 1841 se stal druhým ředitelem jím spoluzaložené Senckenbergovy přírodovědné společnosti. V letech 1849-1850 se vydal na svou poslední cestu do Afriky. Jím nastřádané preparáty z cest se zařadily mezi základní sbírky Senckenbergova muzea ve Frankfurtu.
Bylo po něm pojmenováno pět zvířecích rodů a 79 zvířecích a rostlinných druhů. V zoologických kruzích se proslavil prvním popisem do té doby neprozkoumaného druhu rypoše lysého pod latinským jménem Heterocephalus glaber v etiopské provincii Ševa.
Jako první cizinec obdržel v roce 1839 v Londýně zlatou medaili Královské zeměpisné společnosti.
Město Frankfurt darovalo Rüppellovi sedící sochu Goetheho od Pompea Marchesiho v životní velikosti. Po ukončení spolupráce s muzeem se věnoval numismatice, i proto svému domovskému městu daroval například mince ptolemajovské dynastie nebo římských císařů v Alexandrii. Po pruské anexi Frankfurtu v roce 1866 uprchl do Curychu, brzy se ovšem vrátil zpět. Ve Frankfurtu žil jako vysoce vážený občan za své zásluhy na poli zoologie, mineralogie, paleografie, geografie a numismatiky.